# Bruce Rioch
Bruce David Rioch (Aldershot, 6 september 1947) is een voormalig voetbalcoach en voormalig voetballer uit Schotland. Hij was trainer van Arsenal van 1995 tot 1996, een jaar voor de aanstelling van de Franse succestrainer Arsène Wenger.

## Biografie

### Spelerscarrière
Bruce Rioch was als speler van 1964 tot 1984 als middenvelder actief bij achtereenvolgens Luton Town, Aston Villa, Derby County, Everton, Birmingham City, Sheffield United, Seattle Sounders en Torquay United, waar hij vanaf 1982 zijn trainerscarrière begon als speler-coach.
Rioch heeft Schotse roots, maar groeide op in het Engelse Aldershot, Hampshire, aan de Engelse zuidkust. Hij begon te voetballen als 14-jarige bij de jeugd van Luton Town en hij werd verrassend landskampioen met Derby County in 1975.
Rioch is een 24-voudig international voor Schotland en maakte deel uit van de selectie op het WK 1978 in Argentinië, waar hij twee wedstrijden speelde.

### Trainerscarrière
Rioch bereikte als trainer de finale van de League Cup met Bolton Wanderers in 1995, wat hem zijn aanstelling tot hoofdcoach van Arsenal opleverde. Rioch verloor die finale met Bolton tegen Liverpool met 2–1. Na één seizoen werd hij door het clubbestuur van Arsenal ontslagen wegens een dispuut. 
Rioch bereikte met de Gunners de halve finale van de League Cup en leidde de club naar een vierde plaats in de Premier League na een moeilijk jaar met het controversiële ontslag van succescoach George Graham.
Voorts was hij verantwoordelijk voor de komst van Dennis Bergkamp naar Arsenal. De transfer van Bergkamp wordt als zijn grootste verwezenlijking beschouwd. Bergkamp verhuisde naar de club in de zomer van 1995, na een passage bij Inter Milan. 
Rioch was daarnaast ook trainer-manager van Middlesbrough, waarmee hij van derde naar eerste klasse promoveerde tussen 1986 en 1990. 
Zijn laatste taak was een functie als trainer bij het Deense Aalborg BK in de Superligaen, de Deense eerste divisie, in 2008.